# Hermann Stichweh
Hermann Stichweh (* 9. Oktober 1940 in Bremen; † 27. Januar 2014 in Bremen) war ein deutscher Politiker (SPD) und Mitglied der Bremischen Bürgerschaft.

## Biografie

### Ausbildung und Beruf
Stichweh kam als Sohn eines Kraftfahrers, der beim Weser-Kurier in Bremen arbeitete, zur Welt. Er absolvierte bis 1960 die Schule am Leibnizplatz und studierte nach dem Abitur bis 1963 an der Pädagogischen Hochschule Bremen. Danach war er Lehrer an der Versuchsschule Halmer Weg in Bremen-Gröpelingen. 1967, nach der zweiten Lehrerprüfung, holte ihn Oberschulrat Kessel in die Senatsverwaltung für Bildung, wo er als pädagogischer Mitarbeiter bis 1971 wirkte.
Nach seiner Abgeordnetenzeit war er von 1991 bis 2000  beim Wissenschaftlichen Institut für Schulpraxis (WIS), seit 1998 Landesinstitut für Schule (LIS), zunächst als Lehrer, bald darauf als Fachdirektor für Gesellschafts- und Erziehungswissenschaften, Schulrecht und bremische Schulgeschichte tätig.
Stichweh war mit Elke Stichweh (1941–2010) verheiratet. Aus der Ehe gingen zwei Söhne hervor. Bedeutung hat seine Sammlung von Mineralien.

### Politik
Stichweh trat 1961 in die SPD ein. In seinem SPD-Ortsverein Kirchhuchting war er verschiedene Male Mitglied im Vorstand und Vorsitzender.
Ab 1965 war er Vorsitzender der Jungsozialistinnen und Jungsozialisten in der SPD (Jusos) in Bremen-Stadt und von 1968 bis 1971 vom Juso-Landesvorsitzender in Bremen. Sein Nachfolger in diesem Amt wurde Klaus Wedemeier. In den 1970/80er Jahren gehörte er auch dem Landesvorstand der SPD Bremen an.
Von 1971 bis 1991 war er 20 Jahre lang Mitglied der Bremischen Bürgerschaft und in verschiedenen Deputationen und Ausschüssen der Bürgerschaft tätig. Von 1975 bis 1979 war er Sprecher der Bildungsdeputation und bedeutender bildungspolitischer Sprecher seiner Fraktion. Von 1980 bis 1983 war er Stellvertretender Vorsitzender im Untersuchungsausschuss zu den Ausschreitungen beim Bundeswehrgelöbnis am Bremer Weserstadion. Von 1983 bis 1987 nahm er die Funktion des Vorsitzenden des Ausschusses für die Ausbildungssituation in Bremen wahr. Von 1983 bis 1988 war er Stellvertretender Vorsitzender der SPD-Fraktion.

### Weitere Mitgliedschaften
- Stichweh war Mitglied in der Arbeiterwohlfahrt (AWO) und der Gewerkschaft Erziehung und Wissenschaft (GEW). In der AWO begleitete er soziale Projekte.
- Er war ab 2000 Vorsitzender des Fördervereins Schulgeschichtliches Museum Bremen für die Schulgeschichtliche Sammlung Bremen als Nachfolger von  Landesschulrat a. D. Hans-Georg Mews.[1]